# Трофімов Сергій Сергійович
Сергій Сергійович Трофімов (27 липня 1995 , Нижній Новгород ) — російський ковзаняр, олімпійський медаліст, призер чемпіонатів світу.

## Олімпійські ігри
| Рік  | Місто                     | 1500 метрів | 5000 метрів | Командне переслідування |
| ---- | ------------------------- | ----------- | ----------- | ----------------------- |
| 2018 | Пхьончхан, Південна Корея | 18          | —           | —                       |
| 2022 | Пекін, Китай              | 8           | 4           | 2                       |

## Чемпіонат світу
| Рік  | Місто                  | 1500 метрів | 5000 метрів | Командне переслідування |
| ---- | ---------------------- | ----------- | ----------- | ----------------------- |
| 2016 | Коломна, Росія         | 10          | —           | —                       |
| 2017 | Каннин, Південна Корея | 17          | —           | —                       |
| 2019 | Інцель, Німеччина      | 14          | 7           | 3                       |
| 2020 | Солт-Лейк-Сіті, США    | 17          | —           | 3                       |
| 2021 | Геренвен, Нідерланди   | —           | 3           | 3                       |